# Renealmia striata
Renealmia striata är en enhjärtbladig växtart som först beskrevs av Jonathan S. Stokes, och fick sitt nu gällande namn av Ined. Renealmia striata ingår i släktet Renealmia och familjen Zingiberaceae.
Artens utbredningsområde är Jamaica. Inga underarter finns listade i Catalogue of Life.